# Ace Ventura: Pet Detective
Ace Ventura: Pet Detective (tạm dịch: Ace Ventura: Thám tử thú cưng) là một bộ phim điện ảnh hài hước của Mỹ năm 1994 có sự tham gia diễn xuất của Jim Carrey trong vai Ace Ventura, một thám tử chuyên điều tra động vật được giao nhiệm vụ tìm kiếm một chú cá heo – linh vật của đội bóng bầu dục Miami Dolphins. Phim do Tom Shadyac làm đạo diễn, ông cũng đồng viết kịch bản với Jack Bernstein và Jim Carrey. Phim còn có sự góp mặt của Courteney Cox, Tone Loc, Sean Young, cựu hậu vệ của Miami Dolphins là Dan Marino bên cạnh vai khách mời từ ban nhạc death metal Cannibal Corpse.
Hãng Morgan Creek Productions là đơn vị sản xuất bộ phim với kinh phí 15 triệu USD, trong khi Warner Bros. giữ vai trò phát hành phim vào tháng 2 năm 1994. Tác phẩm thu về 72,2 triệu USD tại thị trường Hoa Kỳ-Canada và 35 triệu USD ở những vùng lãnh thổ khác, qua đó đạt mức doanh thu toàn thế giới là 107,2 triệu USD. Những đánh giá phim từ giới chuyên môn nhìn chung là tiêu cực. Màn thể hiện của Carrey đã đem về cho bộ phim một tiểu văn hóa hâm mộ ở lứa tuổi thanh thiếu niên. Bên cạnh vai trò làm bệ phóng cho sự nghiệp điện ảnh của Carrey, bộ phim còn cho ra đời phần hậu truyện Ace Ventura: When Nature Calls (1995), loạt phim hoạt hình chiếu trên truyền hình Ace Ventura: Pet Detective dài 3 mùa (1995–2000) và phần hậu truyện độc lập phát hành qua băng đĩa Ace Ventura Jr.: Pet Detective (2009).

## Cốt truyện
Ace Ventura là một thám tử tư có cá tính lập dị, hoạt động không chính thống và sống ở Miami, chuyên tìm kiếm những động vật nuôi hoặc thuần hóa bị mất tích đem trả về cho chủ nhân của chúng. Anh luôn vất vả kiếm việc để trả tiền thuê nhà và thường bị Sở Cảnh sát Miami chế giễu, trong đó nổi bật là Trung úy Lois Einhorn – người tỏ ra khó ưa mỗi lần anh xuất hiện. Hai tuần trước khi đội bóng Miami Dolphins thi đấu ở giải Super Bowl, linh vật của đội — một chú cá heo tursiops tên là Snowflake bị bắt cóc. Người phát ngôn truyền thông chính của đội Dolphins, Melissa Robinson, đã thuê Ventura đi truy tìm Snowflake.
Trong lúc tìm manh mối trong bể chứa Snowflake, Ventura tìm ra một mảnh đá hổ phách màu cam bị vỡ còn sót lại rất quý hiếm; sau đó anh truy ra mảnh đá đó đến từ một chiếc nhẫn của giải vô địch bóng bầu dục AFC Championship 1984. Ace nghi ngờ tỷ phú Ronald Camp là người bắt cóc Snowflake vì ông này nổi tiếng là người sưu tập những động vật độc, lạ thông qua những nguồn ít uy tín. Ventura và Melissa thâm nhập vào bữa tiệc của Camp, nơi Ventura tưởng nhầm một con cá mập là Snowflake và suýt chút nữa bị nó ăn thịt. Camp xin lỗi Ventura và bắt tay anh, nhờ đó vị thám tử thấy một viên đá hổ phách nằm trên nhẫn đeo tay của vị tỷ phú giống hệt với viên mà anh tìm thấy. Sau khi loại trừ khả năng Camp là hung thủ vì viên đá trên nhẫn của ông này vẫn còn nguyên, Ventura kết luận rằng một thành viên trong đội Miami Dolphins năm 1984 có thể đã bắt cóc Snowflake và cố gắng nhận diện hung thủ thông qua nhẫn của tất cả các thành viên trong đội bóng. Tuy nhiên anh phát hiện nhẫn của tất cả bọn họ đều vẫn còn nguyên vẹn.
Người giám sát của đội Dolphins, ông Roger Podacter, đã chết một cách bí ẩn sau khi ngã từ ban công căn hộ của mình. Einhorn cho rằng đó là một vụ tự sát, nhưng Ventura lại lập luận đó là một vụ giết người. Khi nhìn vào một tấm ảnh cũ chụp đội Dolphins, anh phát hiện một cầu thủ lạ hoắc tên là Ray Finkle – người được bổ sung vào đội hình giữa mùa giải. Finkle đá trượt bàn thắng quyết định ở cuối giải Super Bowl XIX, qua đó làm đội Dolphins mất chức vô địch, còn sự nghiệp của cầu thủ này cũng bị hủy hoại. Cùng lúc đó, Melissa và Ventura phải lòng nhau rồi cả hai đưa nhau về căn hộ của Ventura làm tình. Khi ghé qua thăm bố mẹ của Finkle, cầu thủ này hoàn toàn đổ lỗi cho Dan Marino vì Marino bị cho là đã đặt bóng sai vị trí trước khi Finkle sút bóng, và rồi anh này bị ám ảnh đến mức phải nhập trại tâm thần vì có dấu hiệu muốn giết người. Không lâu sau chính Marino đã bị bắt cóc. Ventura ghé qua chỗ Einhorn và đưa ra giả thuyết rằng Finkle đã bắt cóc cả Marino và Snowflake nhằm trả thù, vì chú cá heo đã được trao mặc số áo cũ của Finkle và được dạy cách ném bóng ghi bàn. Anh còn nhận định rằng Finkle thủ tiêu Podacter sau khi nạn nhân phát hiện ra hung thủ đang rình mò quanh căn hộ của ông. Einhorn khen ngợi Ventura rồi hôn anh.
Ventura và Melissa đến trại tâm thần, vị thám tử giả làm một bệnh nhân bị điên và nhờ Melissa đưa anh vào đó. Tại đây anh phát hiện ra trong thùng đựng đồ của Finkle có một bài báo viết về một nhà leo núi bị mất tích tên là Lois Einhorn. Sau đó nhờ chú chó của mình gợi ý manh mối, Ventura nhận ra Einhorn thực chất chính là Finkle: Finkle đã lợi dụng câu chuyện Einhorn thật bị mất tích và bị cho là đã chết (không tìm thấy xác) để đoạt lấy danh tính của nạn nhân bằng việc phẫu thuật chuyển giới, y đã đoạt lấy vị trí của nạn nhân ở Sở Cảnh sát Miami nhằm trả thù Marino và chú cá heo. Vào ngày diễn ra giải Super Bowl Sunday, Ventura theo chân Einhorn đến một bến cất giữ du thuyền bị bỏ hoang – nơi ả bắt Marino và Snowflake làm con tin. Einhorn gọi cho cảnh sát và đổ hết tội cho Ventura mà không có bằng chứng nào. Melissa và bạn của Ventura là sĩ quan cảnh sát Emilio giả vờ dựng một vụ bắt giữ con tin để Ventura có thời gian giải thích cho cảnh sát. Cuối cùng Einhorn/Finkle bị cảnh sát bắt giữ sau khi tấn công Ventura, còn chiếc nhẫn của ả được xác định là chứa mảnh đá bị mất. Marino và Snowflake được chào đón trở lại giải Super Bowl vào giờ nghỉ giải lao giữa hiệp.

## Diễn viên
- Jim Carrey vai Ace Ventura
- Courteney Cox vai Melissa Robinson
- Sean Young vai Trung úy Lois Einhorn / Ray Finkle
- Tone Loc vai Emilio
- Dan Marino vai chính anh
- John Capodice vai Trung tá Aguado
- Noble Willingham vai Riddle
- Troy Evans vai Roger Podacter
- Raynor Scheine vai Woodstock
- Udo Kier vai Ronald Camp
- Frank Adonis vai Vinnie
- Tiny Ron vai Roc
- David Margulies vai Bác sĩ
- Bill Zuckert vai Ông Finkle
- Alice Drummond vai Bà Finkle
- Judy Clayton vai Martha Mertz
- Rebecca Ferratti vai Người đàn bà quyến rũ
- Mark Margolis vai Ông Shickadance, chủ nhà của Ace
- Randall "Tex" Cobb vai Gruff Man
- Cannibal Corpse vai chính họ

## Sản xuất
Chủ tịch kiêm CEO của Morgan Creek Productions, ông James G. Robinson đã rao bán quyền sản xuất bộ phim hài có sức hấp dẫn lớn tới nhiều đối tác. Biên kịch Tom Shadyac thì đảm nhận việc viết lại kịch bản phim cho Robinson và rồi được giao ghế đạo diễn trong vai trò đầu tay của ông. Lúc đầu các nhà làm phim tiếp cận Rick Moranis để đóng Ace Ventura nhưng bị Rick từ chối. Kế đến họ cân nhắc những ứng viên tuyển vai gồm có Judd Nelson hoặc Alan Rickman, thậm chí họ còn tính phương án đổi Ace Ventura thành nhân vật nữ với Whoopi Goldberg sẽ đảm nhận vai diễn thám tử thú cưng. Cuối cùng, các nhà sản xuất đã chú ý đến diễn xuất của Jim Carrey trong chương trình hài tạp kỹ In Living Color và chọn anh vào vai.
Carrey không chỉ hỗ trợ viết kịch bản mà anh còn được các nhà làm phim giao cho việc ứng biến trên trường quay. Carrey nói đến cách tiếp cận nhân vật của mình, "Tôi biết bộ phim này phải là thứ làm khán giả yêu thích, hoặc chính nó sẽ hủy hoại tôi hoàn toàn. Ngay từ lúc bắt đầu tham gia [dự án], tôi thấy nhân vật phải có chất rock 'n' roll. Anh ta phải thuộc hàng những thám tử thú cưng gán bí danh 007. Tôi muốn gây cười [cho khán giả] theo cách không thể ngăn cản, và họ để tôi 'quẩy' hết mình". Phim được sản xuất với kinh phí 15 triệu USD.

## Nhạc phim
Nhạc nền bộ phim do Ira Newborn sáng tác. Nhạc phẩm còn do Morgan Creek Records sản xuất, gồm có một loạt các ca khúc của nhiều nhạc sĩ khác.
| STT | Nhan đề                          | Phổ nhạc        | Thời lượng |
| --- | -------------------------------- | --------------- | ---------- |
| 1.  | "Power of Suggestion"            | Steve Stevens   | 4:38       |
| 2.  | "All Ace's"                      | Ira Newborn     | 2:41       |
| 3.  | "The Lion Sleeps Tonight"        | Robert John     | 2:35       |
| 4.  | "Psychoville - Ace Race"         | Ira Newborn     | 4:38       |
| 5.  | "Theme from Mission: Impossible" | Lalo Schifrin   | 0:54       |
| 6.  | "Ace of Hearts"                  | Ira Newborn     | 4:04       |
| 7.  | "Hammer Smashed Face"            | Cannibal Corpse | 4:05       |
| 8.  | "Line Up"                        | Aerosmith       | 4:14       |
| 9.  | "The Crying Game"                | Boy George      | 3:21       |
| 10. | "Warehouse"                      | Ira Newborn     | 5:05       |
| 11. | "Finkle & Einhorn"               | Ira Newborn     | 2:36       |
| 12. | "Ace in the Hole"                | Ira Newborn     | 1:54       |
| 13. | "Ace Is in the House"            | Tone Loc        | 4:34       |

## Doanh thu phòng vé
Warner Bros. là đơn vị phát hành Ace Ventura: Pet Detective tại 1.750 cụm rạp tại Hoa Kỳ–Canada vào ngày 4 tháng 2 năm 1994. Phim thu về 12,1 triệu USD trong dịp cuối tuần mở màn, đứng đầu bảng xếp hạng phòng vé và chiếm ưu thế so với các tác phẩm mới trình làng là My Father the Hero và I'll Do Anything. Theo cuộc khảo sát từ khán giả, CinemaScore chấm phim điểm "A-" theo thang điểm từ A đến F. Trong dịp cuối tuần thứ hai, tác phẩm gặt hái 9,7 triệu USD và xếp đầu bảng xếp hạng phòng vé một lần nữa, đánh bại cả những phim mới ra mắt là The Getaway, Blank Check và My Girl 2. Tạp chí Variety nhận xét về doanh số phòng vé dịp cuối tuần thứ hai của Ace Ventura, "Bất chấp dự đoán của giới chuyên gia, bộ phim hài ngớ ngẩn chỉ giảm 20% doanh thu với tỉ lệ trung bình là 5.075 USD trong ba ngày và 24,6 triệu USD trong 10 ngày." Nhật báo Los Angeles Times nhận định, "Khán giả đang hưởng ứng nhiệt tình với những trò hề điên rồ của Carrey...Bộ phim...đặc biệt gây ấn tượng mạnh với nhóm đối tượng từ 10 đến 20 tuổi – mục tiêu mà nó nhắm đến lúc đầu. Doanh thu phòng vé chỉ ra rằng nhiều người hâm mộ đang quay lại rạp để thưởng thức phim lần nữa." Ace Ventura mang về 72,2 triệu USD tại thị trường Hoa Kỳ–Canada và 35 triệu USD tại những vùng lãnh thổ khác, nâng tổng mức doanh thu toàn cầu lên con số 107,2 triệu USD. Doanh thu phòng vé của phim tại Mỹ còn khiến Variety gán cho nó mác "sleeper hit". Trên thị trường băng đĩa tại gia, Ace Ventura bán ra 4,2 triệu đĩa trong 3 tuần đầu tiên; Los Angeles Times thấy thành tích trên có "sức hút mạnh mẽ" hệt như đợt phim chiếu rạp.
Cùng năm đó, Carrey cũng góp mặt trong hai bom tấn là The Mask và Dumb and Dumber. Tổng doanh thu phòng vé của cả ba bộ phim là 550 triệu USD, giúp Carrey xếp ở hạng hai trong số những ngôi sao điện ảnh sở hữu tác phẩm ăn khách nhất năm 1994 chỉ sau Tom Hanks. Và cũng với bộ ba phim kể trên, Carrey còn trở thành nam diễn viên đầu tiên trong lịch sử có ba phim điện ảnh đứng đầu phòng vé trong cùng một năm.

## Đánh giá chuyên môn
Los Angeles Times nhận xét phim lúc bấy giờ, "Không nhiều phê bình gia bị cuốn hút bởi những kỳ tích của Ace Ventura, một số người còn luận tội rằng chất hài hước trong phim là vô cảm, dâm tục và tục tĩu không cần thiết." Ace Ventura: Pet Detective nhận được "những đánh giá chung là tiêu cực" từ giới phê bình đương đại, theo chuyên trang Metacritic, qua đó đạt số điểm 3,7/10. Hệ thống tổng hợp kết quả đánh giá Rotten Tomatoes thống kê ra 59 nhận xét phim là tiêu cực hoặc tích cực, đồng thời cho biết 47% giới phê bình đưa ra nhận định tích cực ở mức trung bình 4,55/10. Cây bút Roger Ebert viết cho tờ Chicago Sun-Times nhận xét, "Tôi thấy phim thật dài và chẳng hài hước tẹo nào thông qua một cốt truyện chẳng tiếp thu được gì." Ebert miêu tả về vai chính, "Carrey diễn vai Ace như thể anh ta là chỉ số của một chiếc đồng hồ đo điện và được trả lương bằng lượng calo tiêu thụ được vậy. Anh ta là một kẻ đần độn hiếu động thích biến miệng của mình thành những kiểu dáng kì lạ trong lúc đang chơi chữ."